# Fischerstraße (Rostock)

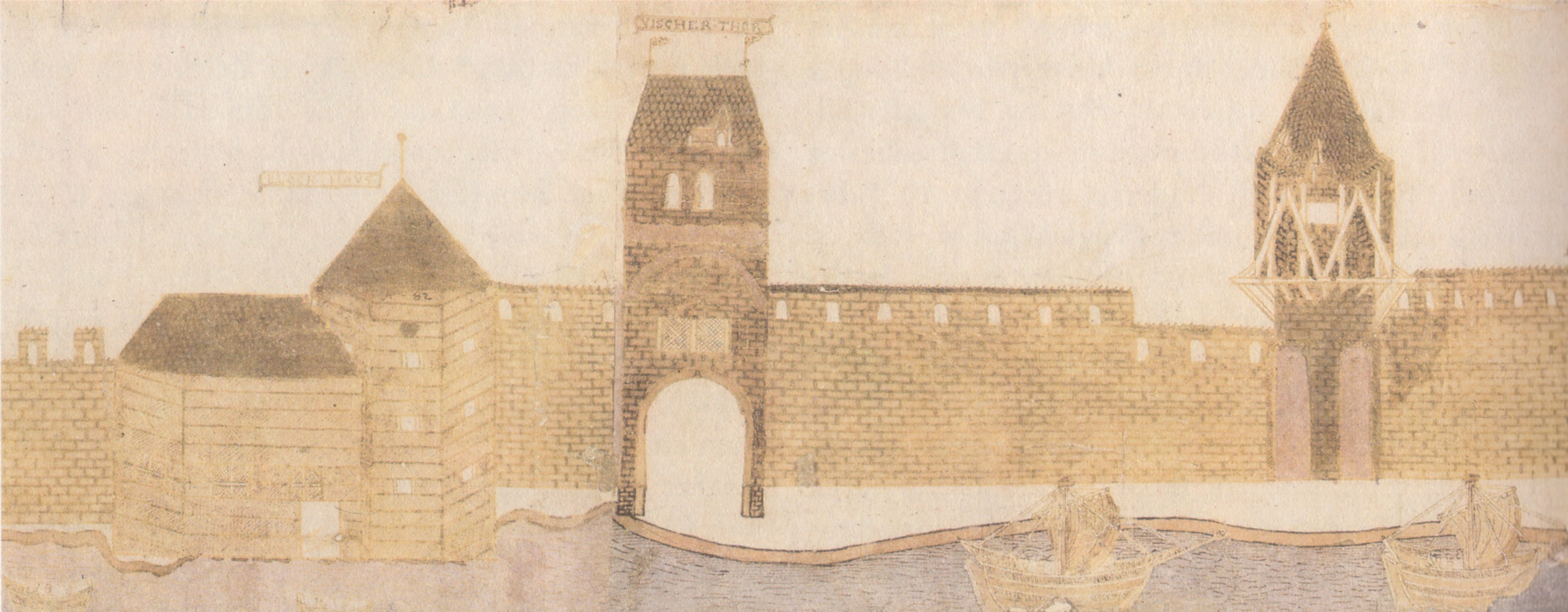
Das Fischertor auf der Vicke Schorler-Rolle

Die Fischerstraße ist eine Straße im historischen Stadtkern der Hansestadt Rostock. Sie war die westlichste der zum Strande, das heißt zum Hafen der Stadt an der Unterwarnow, führenden Straßen. Durch sie gelangte man von der Langen Straße zum Fischertor, einem der früheren 12 Strandtore. Die Fischerstraße war Teil der einstigen Rostocker Neustadt, die im Westen von der Stadtmauer sowie im Osten durch die Linie Lagerstraße, Faule Grube und Buchbinderstraße von der Mittelstadt begrenzt wurde.
Wegen ihrer peripheren Lage war sie von den im sozialen Gefüge der Stadt nicht sehr hoch stehenden Fischern bewohnt, die im Mittelalter teilweise noch slawischer Herkunft waren. Dementsprechend war die Bebauung recht bescheiden, bevorzugt Buden aus Fachwerk. Im Gegensatz zu den Seefischern in Warnemünde übten die hier lebenden Fischer ihre Tätigkeit als Binnenfischer auf der fischreichen, zum Territorium der Stadt gehörenden Unterwarnow aus. In der Fischerstraße unterhielten die Fischer auch den Fischerschütting, ihr Versammlungs- und Gesellschaftshaus.
Während des Vier-Nächte-Bombardements der Royal Air Force Ende April 1942 wurde sie zusammen mit der näheren und weiteren Umgebung vollständig zerstört. Die heutige Fischerstraße teilt mit der ursprünglichen lediglich den Namen, sie wurde beim Wiederaufbau 30 Meter östlich der alten Fischerstraße angelegt. Auf der Westseite befindet sich heute ein Parkplatz.